# Méthode de Heimlich
 (mai 2013).
Si vous disposez d'ouvrages ou d'articles de référence ou si vous connaissez des sites web de qualité traitant du thème abordé ici, merci de compléter l'article en donnant les références utiles à sa vérifiabilité et en les liant à la section « Notes et références ».

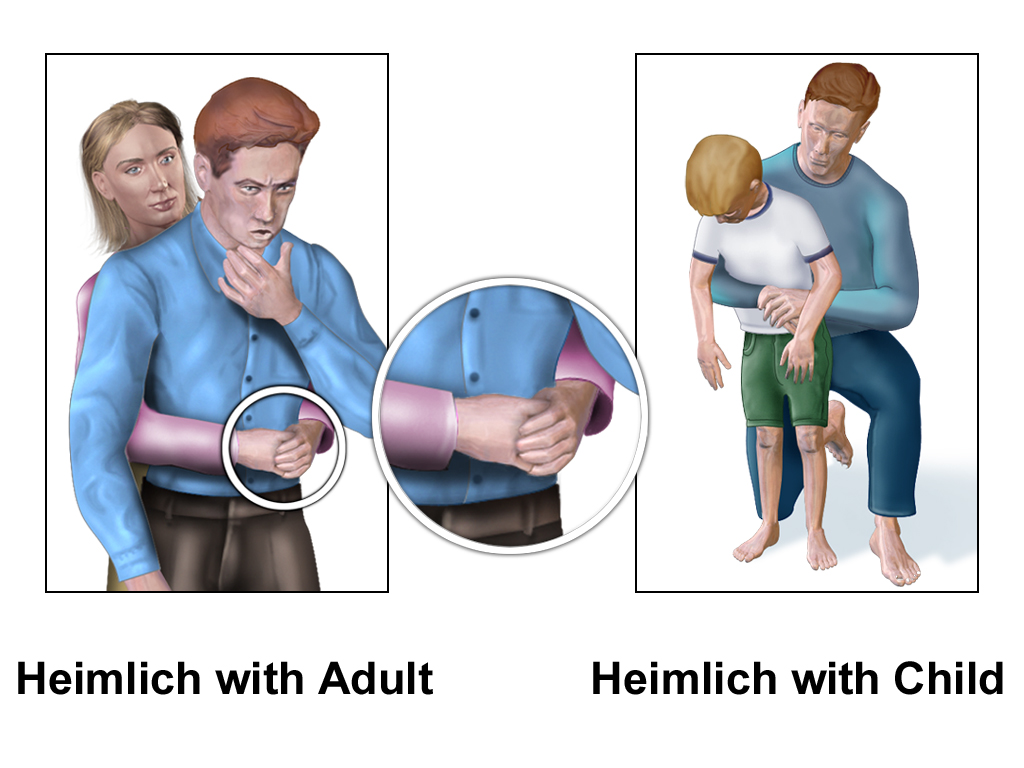
Compression abdominale selon la méthode de Heimlich, pour l'adulte et pour l'enfant.

La méthode ou manœuvre de Heimlich est un geste de premiers secours permettant la libération des voies aériennes chez l'adulte et l'enfant de plus d'un an. Elle a été décrite pour la première fois par Henry J. Heimlich en 1974 et sert en cas d'obstruction totale des voies aériennes par un corps étranger.

## Description
La méthode de Heimlich sert à déloger un objet coincé dans la gorge et qui empêche une personne de respirer,. Elle est totalement inefficace si l'air passe, notamment si la personne tousse. Elle est même dans ce cas dangereuse, risquant de mobiliser le corps étranger et de le rendre obstructif, provoquant de ce fait l'asphyxie redoutée. Elle doit donc être réalisée impérativement et exclusivement si un corps étranger inhalé met la victime en état d'asphyxie, c'est-à-dire que la circulation de l'air est totalement interrompue, et qu'elle ne peut plus tousser : aucun son ne doit sortir de la bouche de la victime.
Selon le consensus du European Resuscitation Council (en) (ERC), enseignée notamment en France, la marche à suivre lorsque l'on voit un adulte conscient étouffer est :
1. Reconnaître la situation : contexte — la victime est en train de manger —, comportement de la victime — elle porte brutalement les mains à la gorge, garde la bouche ouverte, n'émet aucun son ni aucune parole, fait des efforts pour respirer, s'agite, puis, si l'on ne fait rien, devient bleue et perd connaissance ;
2. Évaluer l'importance de l'étouffement : demander « Êtes-vous en train d'étouffer ? » ; la personne ne répond pas ;
3. Encourager la personne à tousser ;
4. En cas d'échec, donner une à cinq tapes dans le dos ;
5. En cas d'échec, effectuer une à cinq compressions abdominales (méthode de Heimlich) ;
6. Recommencer les étapes 4 à 5 jusqu'à ce que la personne reprenne une respiration spontanée — en général constaté par de la toux, des cris, des pleurs, et par la constatation de l'expulsion du corps étranger — ou tombe inconsciente — il faut alors l'accompagner au sol pour éviter une blessure supplémentaire ;
7. Dans tous les cas (même si la méthode est efficace), prévenir les secours.

La personne doit être debout ou assise — la maintenir dans la position dans laquelle elle se trouve. La méthode consiste à comprimer les poumons par le bas, la surpression ainsi créée déloge l'objet coincé. Pour cela, on se place derrière la victime, un pied entre les deux pieds de la victime. On met un poing fermé dos vers le haut dans le creux de l'estomac, au-dessus du nombril et sous les côtes. On place l'autre main par-dessus le poing, et on écarte bien les avant-bras. Puis, on exerce des tractions violentes vers soi et vers le haut, afin de pousser les viscères sous les poumons (une pression vers l'arrière, puis une pression vers le haut, en un mouvement puis une pause entre chaque mouvement).

## Adaptations de la méthode
Si l'on ne peut pas appuyer sur le ventre (par exemple sur une femme enceinte ou une personne obèse), alors on se met dans la même position que pour la méthode de Heimlich (derrière la victime, dos de la victime plaqué sur le torse du sauveteur), mais on place les mains sur le milieu du sternum et on applique des compressions thoraciques.
Sur un enfant de plus d'un an, on pratique cette méthode avec précaution. Sur un nourrisson, on utilise la méthode de Mofenson.
La manœuvre de Heimlich peut être pratiquée par la victime elle-même si elle se trouve seule, avec une efficacité moindre. Le déroulement est identique, il consiste à placer son poing dans le creux de l'estomac et à l'empaumer de l'autre main, puis à réaliser des pressions vers l'arrière et en haut. La personne peut prendre appui sur un support dur (par exemple un coin de table).
Dans le cas d'une personne trouvée allongée et qui ne respire pas, le geste approprié est la réanimation cardiopulmonaire. Les compressions thoraciques qui en font partie ont un effet similaire à la méthode de Heimlich. En France était autrefois enseignée une méthode de Heimlich sur victime couchée, qui consistait à se mettre à cheval sur le bassin de la victime, à placer les paumes au niveau du nombril et à pousser en diagonale vers la tête et vers le bas. Cette méthode a été abandonnée lors de la réforme de 2001.

## Mécanisme

La compression (flèche orange), possible grâce à la présence de la colonne vertébrale (6) qui joue le rôle de « plan dur », passe sous la cage thoracique (1, 4) et permet de comprimer les poumons (2 ,3).

La manœuvre de Heimlich reproduit par un intervenant extérieur le mécanisme de la toux.
La toux consiste à bloquer la circulation de l'air dans les voies aériennes par fermeture volontaire de la glotte, puis à augmenter la pression intra-thoracique par contraction des muscles respiratoires. Il s'ensuit un relâchement brutal de l'obstruction, qui permet une expulsion de l'air à haute vitesse, entraînant avec lui les éléments éventuellement présents dans les voies aériennes.
Dans la manœuvre de Heimlich, l'obstruction des voies aériennes est la conséquence du corps étranger. La pression brutale du secouriste est appliquée sur les organes intra-abdominaux, qui la transmettent à l'étage thoracique par l'intermédiaire du diaphragme, ce qui augmente la pression de l'air dans les voies aériennes. Quand cette pression est suffisamment élevée, elle déploie une énergie supérieure aux forces de frottement qui maintiennent l'obstacle en place dans le conduit, permettant sa mobilisation et idéalement son expulsion.

## Culture
- La méthode de Heimlich est pratiquée dans le film Madame Doubtfire.
- La méthode de Heimlich est aussi pratiquée dans le film Un jour sans fin.
- La méthode de Heimlich est aussi pratiquée dans la série Capitaine Furillo (Hill Street Blues), saison 2 épisode 14.
- Le dernier épisode de la série Lego Star Wars : Les Contes des Droïdes fait directement référence à la méthode de Heimlich, saison 1 épisode 5.
- Dans un épisode de Code Quantum, Sam pratique la manoeuvre devant le Dr Heimlich, ce qui lui donne l'idée.
- La méthode de Heimlich est pratiquée dans la série Beavis and Butt-head, saison 5 épisode 4 : Choke.
- La méthode de Heimlich est pratiquée dans la série Mystères au Paradis, saison 1 épisode 5 : Trois petits cochons.